# 文武二帝廟

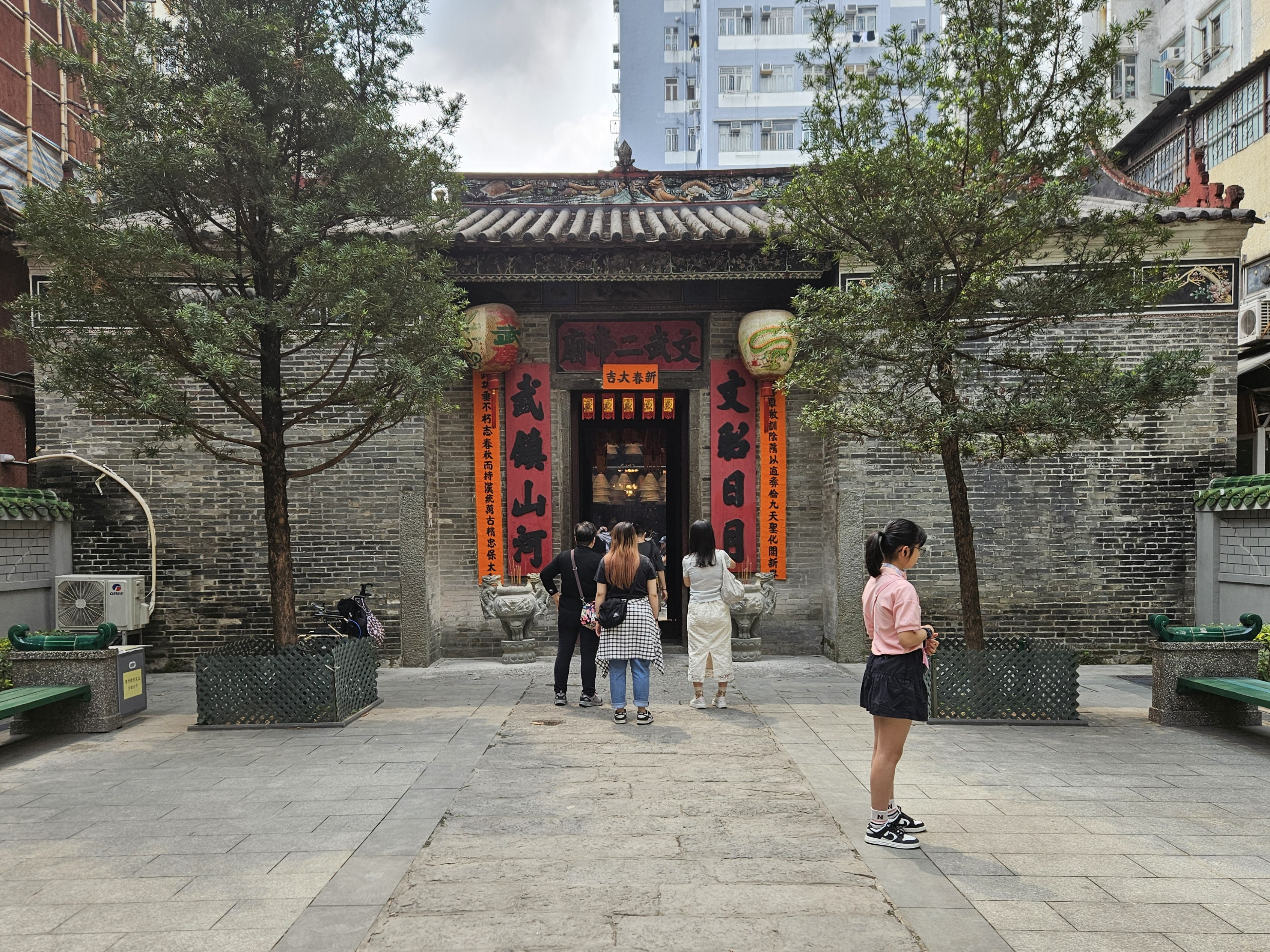
香港法定古蹟大埔文武二帝廟

大埔文武二帝廟位於香港新界東大埔太和市中心（即現今的大埔富善街），是中式的廟宇。建於1891年，由大埔七約鄉民集資興建，於1892年落成，文武廟標誌著大埔市集的形成。

## 歷史
大埔文武廟建於1891年，並於1892年落成。文武廟由當時的七約鄉民集 資興建，作為七約鄉公所辦事處，是為當時太和市（現稱大埔墟）的行政仲裁、宗教信仰及經濟文化集中地。廟的上方設有一個寫有「正大光明」的牌匾，並且設有一個公秤，因為以前的文武廟除了是辦事處外，有時還會處理村民間的糾紛，是太和市買賣公正的仲裁中心。而公秤則有公平交易之意。至1954年新鄉公所落成後，該廟改為奉祀文昌帝及關聖帝，成為一個宗教信仰中心。
文武廟內供奉神像原為木牌，1984年5月11日香港政府將文武廟列作法定歷史建築，受古物及古蹟條例保護，這是新界首座受保護的建築物。由於文武廟年代久遠，殘破不堪，七約鄉歷屆的委員都希望古廟重修，適逢政府當局發展大埔，政府遂在1985年撥款與七約合資七十餘萬將古廟重修，工程將廟內屋頂拆除，更換了腐爛的木樑桁，鞏固牆壁上的青磚及堵封了牆上的附加窗戶，廟內手工精細的雕花木刻和灰膠均以傳統方式重新髹油及修補，並安放文武二帝聖像供後人敬崇，修葺後的文武廟不僅煥然一新，更使其傳統中國式建築物的形象更為突出。

## 結構
大埔文武廟是典型的古式建築，四周建有圍牆以保持環境清靜，廟宇的入口以青磚和磨光花崗石塊築成，兩道側牆及屋脊均有灰泥懸飾，屋頂邊緣的簷板更是典型新界建築物的特色。中庭兩側共有八個廂房，入口兩側的廂房，曾是鄉紳旅客途經大埔時度宿的地方。
大埔文武廟採用對稱布局，門額：「文武二帝廟」，木聯：「文昭日月；武鎮山河。」內有光緒廿八年（1902年）鑄造香爐。中軸兩旁共分三部分：第一部分為正門入口，走進廟的正門後，可看見廟內還有一對門，稱為「中門」，這對門在普通日子是關閉的，只會在關帝及文昌帝的壽誕，以及每逢初一、十五的日子才會「中門大開」，在古時，只有達官貴人才能由中門進入，而其他人只能由側面經過的；第二部分為露天庭園和偏廂；第三部分則是大殿，而兩位道教帝君就是供奉在大殿內。殿內的文昌帝手執毛筆、身穿長袍在右；而關武帝則紅臉長鬚、手執關刀、身披凱甲在左。

## 主祀神明
- 文昌帝：文昌帝姓張，名亞子，晉朝人。因居四川梓潼縣七曲山，又號「梓潼」。元朝時受封為「文昌帝君」，歷代均受朝廷加號封贈，是君民同祀之掌管人間祿籍之神。農曆二月初三誕期，為地方之文人學士所虔拜。
- 關武帝：武帝姓關名羽，字雲長，漢末三國人。宋朝始受朝廷封號，明朝萬曆42年（1614年）尊名「關聖帝君」。關帝又稱「協天大帝」，俗稱「武聖」，民間商人尊其為「武財神」，誕期為農曆5月13日及6月24日。

## 佈局
- 殿前橫樑懸掛光緒31年（1905）之「一心千古」木匾。
- 殿前柱上為光緒19年（1893）木聯：「德耀中天，翰墨流香昭日月；功崇外域，英風義勇富乾坤。」
- 殿內神龕中奉「九天開化文昌帝君」，「敕封忠義關聖帝君」。
- 龕聯：「六府高居，萬古文章留翰墨；三分平定，千秋武烈壯乾坤。」
- 左旁為「福德龍神位」，右旁有劍魚喙骨一副。

## 流行文化
- 1988年香港電影《雞同鴨講》尾段新許記招聘及員工集訓場口，乃於文武二帝廟取景。

## 開放時間
- 大埔文武廟每天09:00-18:00開放，免費供遊客參觀。

## 交通
港鐵：
- █  東鐵綫：太和站、大埔墟站

## 照片集錦

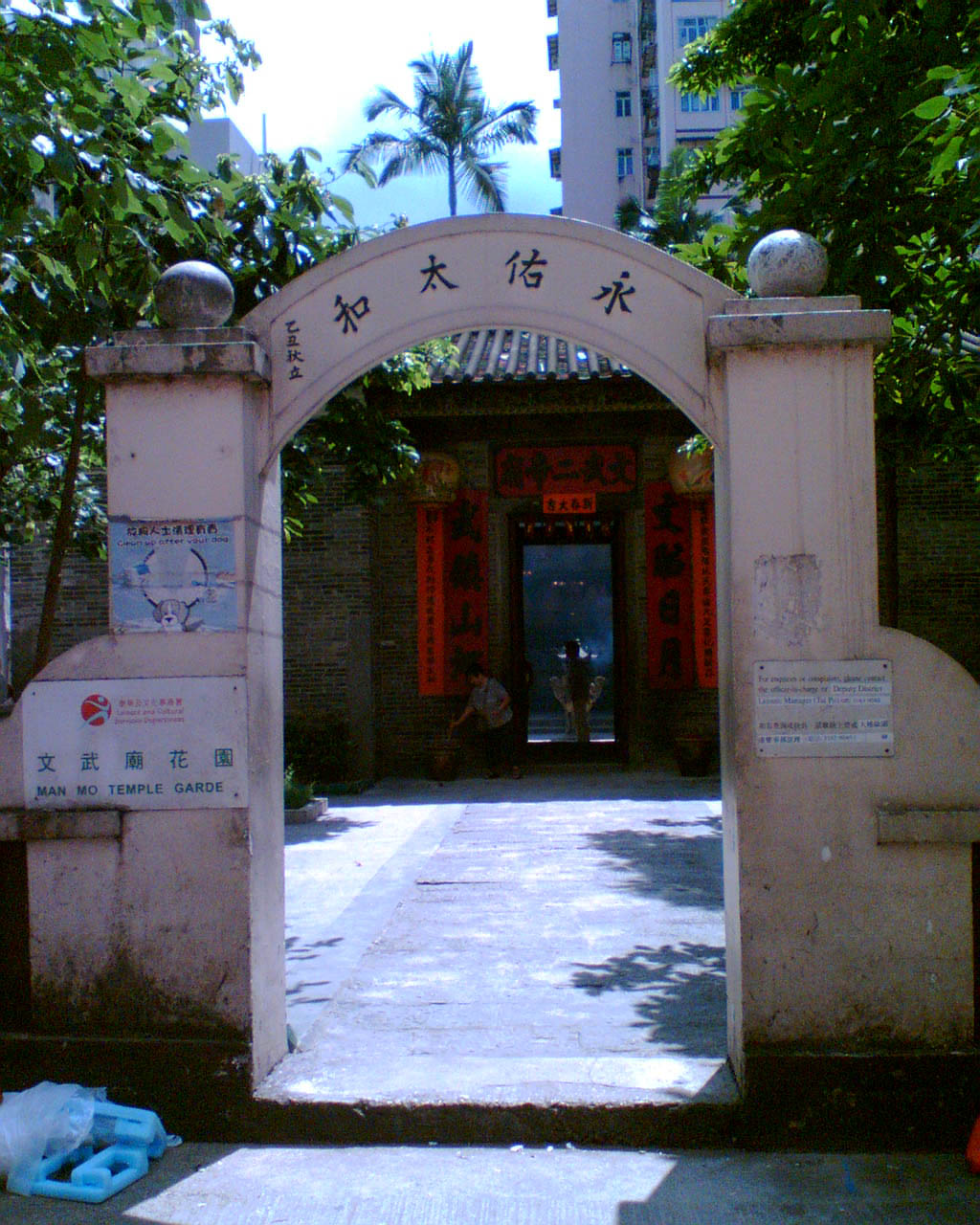
文武二帝廟外圍
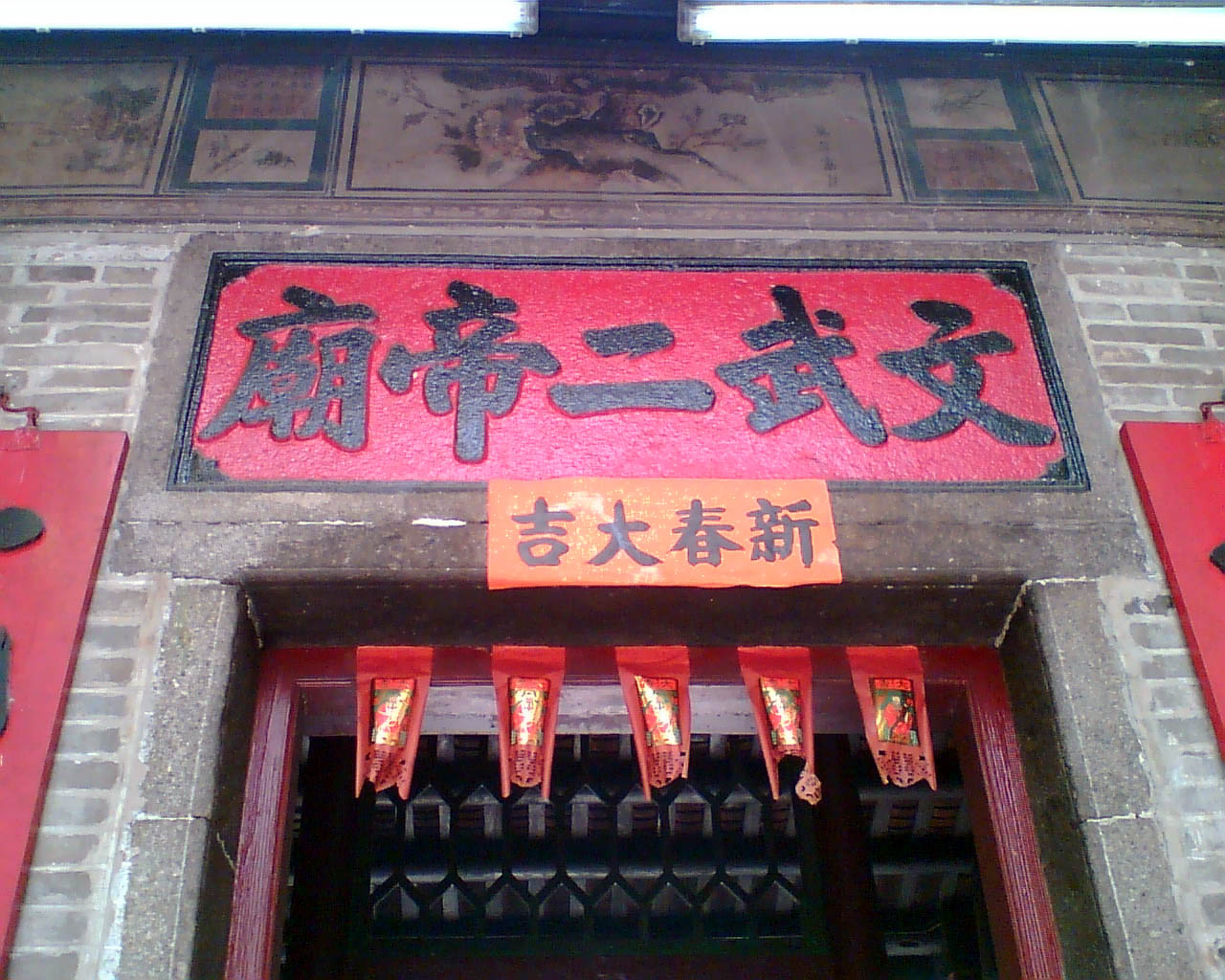
文武二帝廟門額
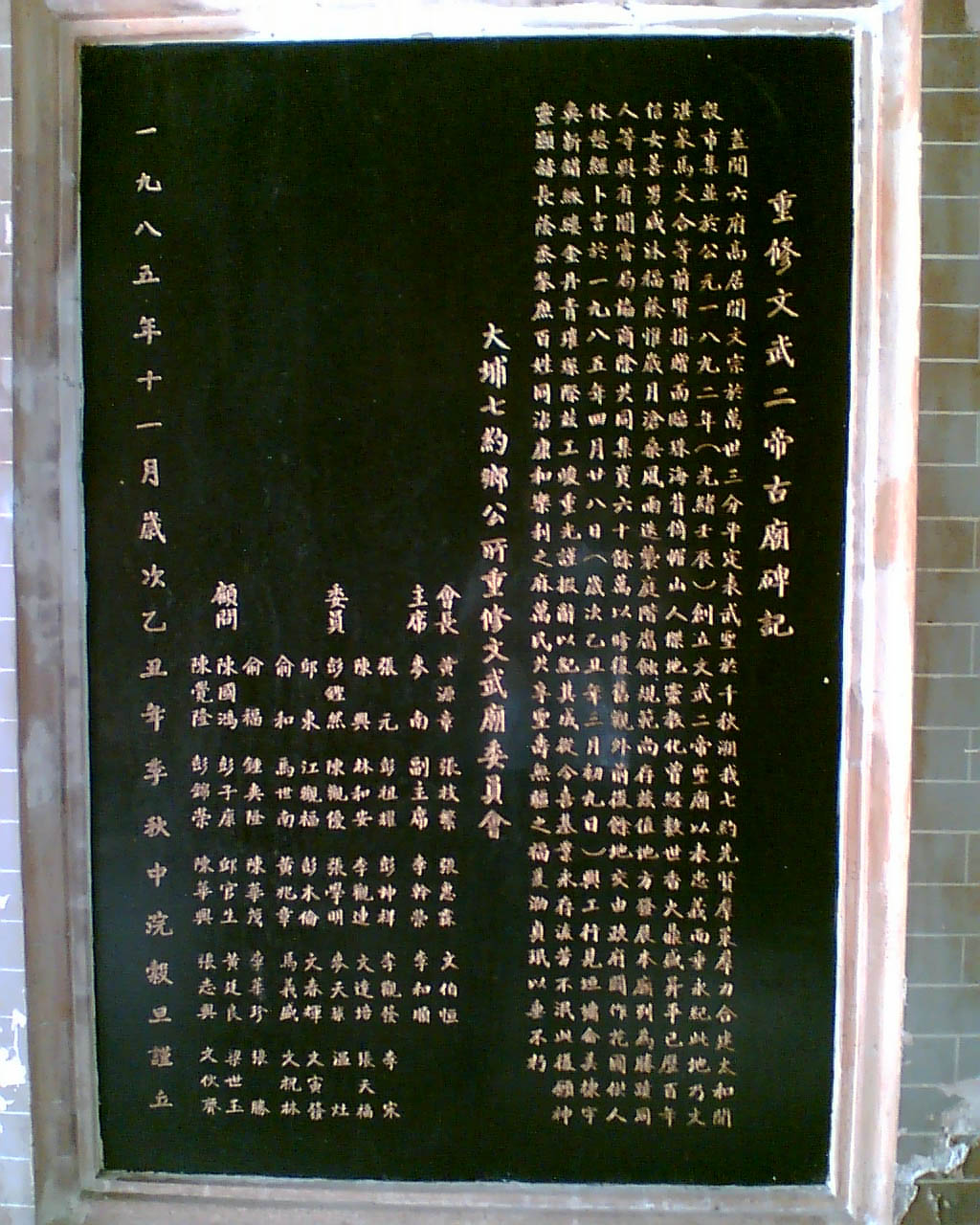
重修文武二帝古廟碑記
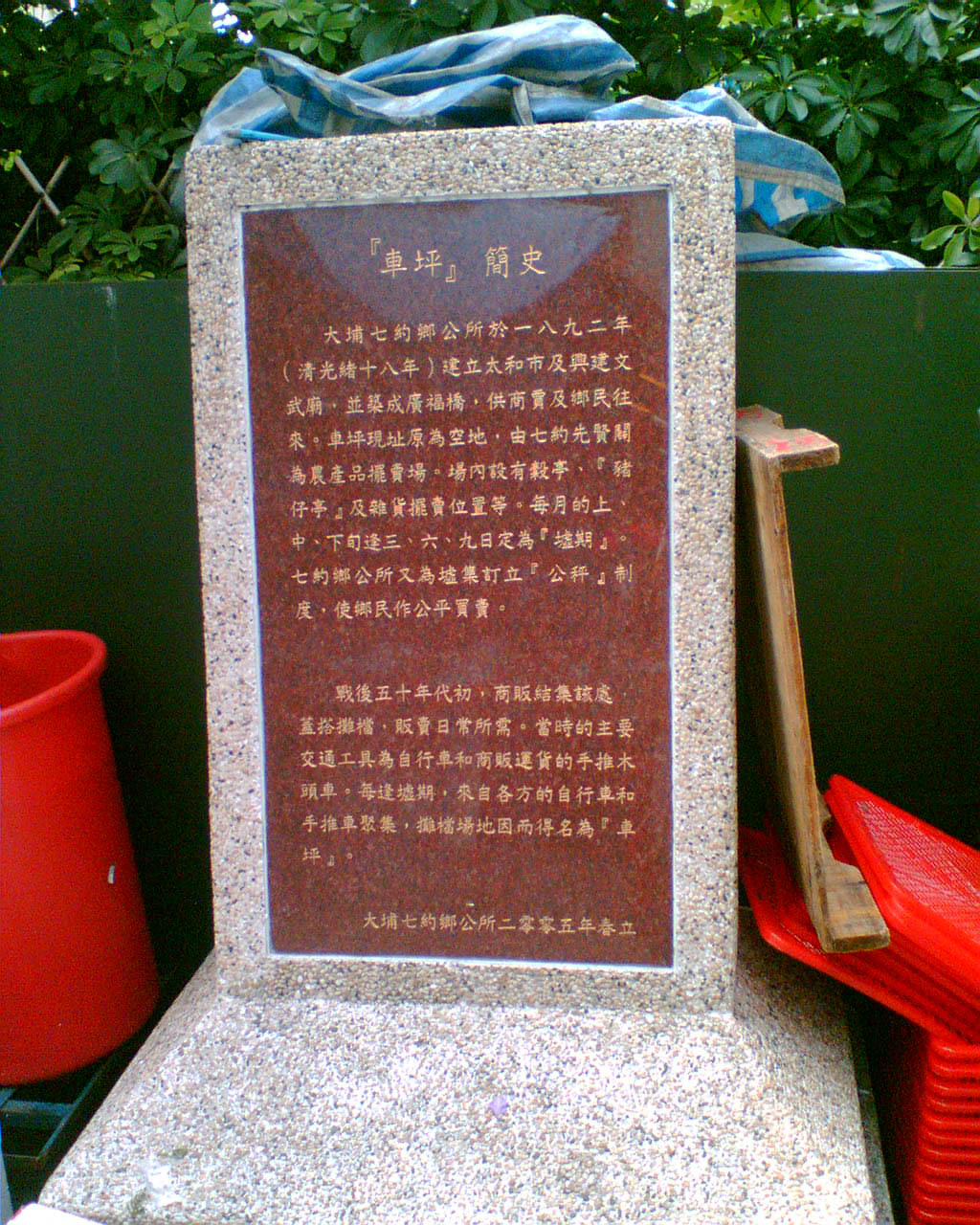
太和市車坪碑

## 外部連結
- 维基共享资源上的相關多媒體資源：文武二帝廟